# Якушев Анатолій Іванович
Я́кушев Анато́лій Іва́нович (нар. 13 (26) листопада 1914 — пом. 20 червня 1989) — Герой Радянського Союзу, командир батальйону 1178-го стрілецького полку 350-й Житомирської стрілецької дивізії 13-ї армії 1-го Українського фронту, майор.

## Біографія
Народився 13 (за новим стилем 26) листопада 1914 року в Полтаві в сім'ї робітників.
Після закінчення семи класів працював на Полтавському м'ясокомбінаті. У 1934 році був покликаний до армії. У 1937 році закінчив Київське військове училище зв'язку імені Калініна. Після закінчення училища служив начальником радіобюро, командиром радіороти 62-го окремого батальйону зв'язку ППО Закавказького військового округу. У 1939 році у місті Баку екстерном здав іспити за 10 класів середньої школи.
З липня 1941 року воював на Південному, Кримському, 1-му Українському фронтах. Був начальником зв'язку полку, заступником і командиром стрілецького батальйону.
В 1941 — 1942 роках брав участь у Керченсько-Феодосійській операції, боях на Турецькому валі в Криму. Після розгрому військ на Керченському півострові бився в оточенні. З серпня 1942 по січень 1943 року — в німецькому полоні. Після звільнення — у визволенні Донбасу, битві за Дніпро, Рівненсько-Луцькій і Львівсько-Сандомирській операціях. В боях чотири рази поранений.
В ході Вісло-Одерської операції 29 липня 1944 року командир стрілецького батальйону 1178-го стрілецького полку капітан Якушев вміло організував форсування Вісли на підручних засобах північніше Баранува-Сандомирського: батальйон Якушева з ходу завдав удару по переправі ворога, захопив частину підручних засобів і, зібравши у польських селян рибальські човни, почав переправлятися на зайнятий ворогом берег. Першу десантну групу, що складалася з кулеметників і автоматників, очолив командир батальйону. Під щільним вогнем противника воїни досягли протилежного берега і заволоділи плацдармом, куди почала переправлятися решта частин дивізії.
Відбивши шість контратак ворога, батальйон А. І. Якушева забезпечив просування вперед підрозділів дивізії. Було захоплено чотири склади з мінами і продовольством, виведено з ладу вісім автомашин і чотири бронетранспортери. Анатолій Іванович особисто знищив у цьому бою 12 гітлерівців.
Під час форсування Вісли і боїв на її західному березі воїни батальйону Якушева проявили масовий героїзм. За умілі дії багато хто був нагороджений орденами і медалями, командир кулеметної роти старший лейтенант Авдошкін, рядові Ястребцов і Биков удостоєні звання Героя Радянського Союзу посмертно. Майору Якушеву Анатолію Івановичу звання Героя Радянського Союзу було присвоєне указом Президії Верховної Ради СРСР від 23 вересня 1944 року «за зразкове виконання бойових завдань командування на фронті боротьби з німецько-фашистськими загарбниками і проявлені при цьому мужність і героїзм».
Анатолій Іванович Якушев брав участь в штурмі Берліна. Закінчив війну під Прагою.
Після війни до червня 1946 року майор Якушев служив заступником командира стрілецького полку по стройовій частині. В липні 1946 року Анатолій Іванович демобілізувався. У 1959 році закінчив 4 курси Московського інституту інженерів зв'язку. Працював начальником телеграфно-телефонної станції у Полтаві.

Могила Анатолія Івановича Якушева на центральному кладовищі Полтави

Помер 20 червня 1989 року. Похований на Центральному кладовищі в Полтаві.

## Нагороди
- Медаль «Золота Зірка» Героя Радянського Союзу (№ 2325)
- Орден Леніна
- Орден Червоного прапора
- Орден Олександра Невського
- Орден Вітчизняної війни 1-го ступеня
- Орден Червоної Зірки
- Медаль «За бойові заслуги»
- Медаль «За взяття Берліна»
- Медаль «За перемогу над Німеччиною»